# 景嘉微
景嘉微全名长沙景嘉微电子有限公司，是中華人民共和國一間顯示卡晶片設計廠商成立於2006年4月，位於湖南长沙高新开发区。2016年3月31日在深圳股票上市。

## 概觀
景嘉微公司是中國大陸目前僅有的顯示晶片自主設計且實用化廠商，早期成立時取得PowerPC CPU、ATI Mobility 9000等美國公司授權代工，用於工業電腦機板成為嵌入式供应商，後續開始走向自主設計研發路程，其鑽研擅長於OpenGL 2.0的3D電腦圖像運算軟硬體設計。
其研發走向產品初期性能與國外商品化產品有落差，然而當時立即獲得解放軍相關訂單使其初期不具市場競爭力的產品保有現金流收入，供給後續做大做強的基礎，也因此該公司長期帶有神秘色彩。2016年產品營收比重為圖形顯控產品75%、雷達系列19%；銷售區域比重為中國大陸100%。其雷達控制台的成像相關晶片產品和彈頭雷達微波射頻前端核心組件為業界所熟知，但屬於保密項目一般社會拿不到其產品宣傳資料，2018年消息顯示其国产JM5400 GPU顯卡已实现军用飞机上的應用，製程為28奈米有硬件高清解码能力。
同時JM系列顯示卡長期有市場傳言將推出民用版進入一般人的家用電腦之中，隨著中美貿易戰出現，中方體現到電子科技自主的步驟必須加快，國產CPU、國產記憶體、國產作業系統等廠商於2019年起有一波較大官方帶頭的整合，開始中國式全電腦生態系的創建，而顯示卡是電腦不可或缺零件，景嘉微產品民用化消息也層出不窮於大眾媒體，景嘉微曾公開宣佈JM7200系列國產GPU已與國內的飛騰CPU、麒麟作業系統進行了技術適配組成了一台桌上型家用電腦原型機。根據2018年末长城企业战略研究所的投資報告顯示，工廠內部測試JM7200顯卡約達到Nvidia GT640性能而JM9231約有GTX 1050水準。但民用電腦除硬體性能外眾多應用軟體生態系為關鍵，不可能上市一台電腦僅有硬體而消費者找不到太多軟體能用的場景，現階段國產軟體生態尚未完成狀態，景嘉微尚無民用商品出現的消息。

## 產品
- 軍用加固顯示器[2]
- 空中防撞系統晶片
- 彈載雷達微波射頻前端核心組件
- 專用雷達系統晶片
- JM5400顯卡
- JM7000顯卡
- JM7200顯卡
- JM9231顯卡
- JM9271顯卡

## 參看
- 北京君正
- 寒武紀科技
- 海思半導體